# Teofil Ociepka
Teofil Ociepka (* 22. April 1891 in Janów (Oberschlesien); † 15. Januar 1978 in Bydgoszcz) war ein polnischer autodidaktischer Maler, Theosoph, Anführer der okkultistischen Gemeinde von Janów.

## Biografie
Ociepka war von Beruf ein Bergmann, Maschinenwärter im Elektrizitätswerk der Giesche-Kohlengrube.
Während des Ersten Weltkrieges zur preußischen Armee einberufen, wurde er zum Anhänger des Okkultismus. Er brachte nach Janów okkultistische Bücher, wie Œdipus Ægyptiacus (deutsch „Zweiundsiebzig Namen Gottes“) von Athanasius Kircher. Auf Zureden des in Wittenberg wohnhaften Schweizers Philipp Hohmann wurde Ociepka Mitglied des Rosenkreuzer-Ordens. Er wurde zum Meister der Geheimwissenschaften erhoben und erhielt schriftliche Anweisungen von Hohmann. Er bildete in Janów eine okkultistische Gemeinde. Er unterhielt Kontakte mit der Lemberger Parapsychologischen Gesellschaft. Er war überzeugt, dass seine Malerei auf telepathischem Wege vom Philipp Hohmann beeinflusst wird.
Er begann um 1927 auf Anweisung von Hohmann zu malen. Nach einer Kritik von Professor Tadeusz Dobrowolski verwarf er 1930 die Malerei und begann erst während des Zweiten Weltkrieges erneut zu malen.
Seine naive Malerei sollte den Kampf zwischen dem Guten und dem Bösen darstellen. Nach den Rosenkreuzerideen malte er imaginäre Saturn-Bilder mit fantastischer Tier- und Pflanzenwelt. Nach dem Krieg wurde seine Malerei von der Schriftstellerin Izabella Czajka-Stachowicz entdeckt. Von den Behörden wurde er als Laienkünstler anerkannt und bevorzugt, obwohl seine Malerei mit den Grundsätzen des Sozialistischen Realismus sehr wenig zu tun hatte.
Er gründete im Jahre 1946 einen Laien-Malerzirkel, aus dem in den folgenden Jahren eine Laienkünstlergruppe „Grupa Janowska“ entstand. Seine – auch kommerziellen – Erfolge ermunterten ihn zur erhöhter Produktion auf Kosten der Qualität.
1959 verließ er seine Gruppe und siedelte nach Bydgoszcz zu seiner Ehefrau über, die ihn vom Okkultismus abbrachte.

## Bilder
- Bild von Ociepka
- Waldgeist
- Löwen
- Film

| Personendaten    | Personendaten                                                               |
| ---------------- | --------------------------------------------------------------------------- |
| NAME             | Ociepka, Teofil                                                             |
| KURZBESCHREIBUNG | polnischer Maler, Theosoph, Anführer der okkultistischen Gemeinde von Janów |
| GEBURTSDATUM     | 22. April 1891                                                              |
| GEBURTSORT       | Janów (Oberschlesien)                                                       |
| STERBEDATUM      | 15. Januar 1978                                                             |
| STERBEORT        | Bydgoszcz                                                                   |